# Scotopsinus tubersulosus
Scotopsinus tubersulosus es una especie de coleóptero de la familia Attelabidae.

## Distribución geográfica
Habita en Sudáfrica.